# نوده (قوبا)
نوده (به لاتین: Nütəh) یک منطقه مسکونی در جمهوری آذربایجان است که در شهرستان قوبا واقع شده است. نوده ۱۵۵ نفر جمعیت دارد.

## ریشه واژه
نو در زبان تاتی قفقاز هم‌معنی و هم‌ریشه با زبان فارسی به‌معنی نو و تازه است و ته همان ده در زبان فارسی به‌معنی ده یا روستا است و معنای کامل آن روستای نو و جدید است.